# 굵은귀박쥐
굵은귀박쥐(Eptesicus pachyotis)는 애기박쥐과에 속하는 문둥이박쥐의 일종이다. 중국과 인도, 미얀마, 방글라데시 그리고 태국에서 발견된다. 열대 습윤 탈락성 숲에서 서식하는 것으로 추정하고 있는 것을 제외하고는 보전 상태와 생태에 대해서는 극히 일부만 알려져 있다.